# Дејан Мањак
Дејан Мањак (умро после 1333) је био српски племић и војвода из времена владавине Стефана Душана (1331-1355).

## Биографија
Дејана Мањка у изворима срећемо у повељи краља Душана издатој у Пологу 22. јануара 1333. године. Дубровчани су претендовали на Стон и Пељешац још од завршетка рата са Бранивојевићима. У складу са мировним споразумом из 1328. године нису их освојили. Бан Стефан Котроманић је заузимао све више територија на обали што га је довело у сукоб са Млетачком републиком (1331). Босански бан био је стварни господар Хума, али је Стон признавао врховну власт српског краља. Дубровчани су се обратили обојици. Главни Душанов повереник био је Никола Бућа, али су у преговорима учествовали и Војиновићи. Душан се одрекао територије на крајњем западу своје државе коју је тешко могао и бранити. Повељу о продаји Стона издао је јануара 1333. године у Пологу. Милтен Драживојевић је прешао на страну српског краља након продаје Стона. Дубровчани су поред исплате дохотка (8000 перпера и 500 перпера годишње) морали прихватити одређене обавезе које се тичу заштите православаца на њиховој територији. До тада се Дубровник трудио да сузбије православље верском пропагандом и аграрном реформом којом је српском племству одузимано земљиште. Стонски доходак српски владар примао је до 1350. године када га је уступио манастиру Светих Архангела у Јерусалиму.
Војвода Дејан Мањак јавља се као један од сведока потписивања повеље. По рангу је био испод ставиоца Милоша, сина војводе Војина. Као сведоци се јављају и војвода Градислав Бориловић, казнац Балдовин, жупан Вратко Немањић и кнез Гргур Курјаковић. Константин Јиречек је сматрао да је Дејан Мањак у ствари Дејан, севастократор цара Душана, супруг Теодоре Немањић и отац Јована, Константина и Теодоре Дејановић. Две фреске које се датирају у период од 1332. до 1337. године у манастиру Кучевиште, на северном и јужном зиду, приказују Дејана Мањка и његову супругу Владиславу, заједно са синовима Јованом и Дмитром поред цара Душана и царице Јелене.